# 大日本青少年団
大日本青少年団は、1941年から1945年にかけて存在した日本の青少年団体。各都道府県に地方組織も作られた。

## 概要
第二次世界大戦直前の日本には、大日本青年団、大日本連合女子青年団、大日本少年団連盟、帝国少年団協会の4つの青少年団体が存在していた。1941年（昭和16年）、これら団体を統合することとなり、同年1月16日に日本青年館で結成式が行われた。結成に橋田邦彦文部大臣は、道府県の担当課長を集め「大日本青少年団は溌剌、清新、明朗、闊達なる青少年の生活において国体の本義を体得せしめ、高度国防国家体制の建設に貢献するものである」とする挨拶を行った。
1942年（昭和17年）、大日本青少年団は閣議決定に基づき、大政翼賛会の傘下に入る。1945年（昭和20年）には大政翼賛会の解散に伴い大日本青少年団も解散され、国民義勇隊として再編された。

## 発足時の役職員構成
1941年の発足時の役員等構成
- 団長：橋田邦彦（文部大臣）
- 副団長：菊池豊三郎（文部次官）、朝比奈策太郎、井上秀子
- 事務局長：朝比奈策太郎（副団長兼任）
- 事務局部長：熊谷辰治郎、中野清、田中確一、榊原孝、村上儀憲、宮本金七
- 審議員：各省関係者35人、民間22人、道府県・六大都市から各1人

## 地方組織の活動例
- 愛媛県の例では、1941年（昭和16年）1月の全国組織の発足を受け、翌2月までに「皇国ノ道ニ則リ男女青年ニ対シ団体的実践鍛錬ヲ施シ共励切磋確固不抜ノ国民的性格ヲ錬成」を目的に愛媛県青少年団則を制定。同年3月1日、団長を県知事を据えて県会議事堂で県青少年団結成式が行われた。県青少年団は実践目標のほか重点目標として興亜青年運動を掲げ、青少年義勇軍と満州勤労奉仕隊の結成を勧誘するとともに青年団幹部の大陸現地訓練を計画した[3]。この結果、県内の多くの青少年が満州へ渡るきっかけを作ることとなった。
- 長野県上水内郡柏原村仁之倉少年団の例。小林一茶の生誕地（生母は実家に里帰りして出産）である仁之倉地区では昭和5年に結成。翌6年団歌が作られた。団旗と団歌を中心に自発的に公共施設の清掃や道路、河川の環境美化の奉仕活動を続けた。敗戦により少年団は廃止解散させられたのだが、仁之倉少年団団歌（作詞中村俊美・作曲尾本金明・編曲若杉弘）に親しんで育った地区の若者たちは戦後も地区の仁之倉青年団や仁之倉消防団の活動の中で「少年団」の部分だけを変えて、それぞれの団歌として歌い続けた。昭和56年には仁之倉公民館に団歌の額を掲げて制定からの50周年を祝い団歌制定の関係者を招いて、記念事業を行い信濃町中学校において吹奏楽部による演奏も披露された。平成15年頃に町村合併による消防団や青年団、公民館等の広域統合がはかられ、仁之倉地区のこれら分団，分館の地区名が消えるまで長く歌い継がれていた。

## 出版物
- 大日本連合青年団編『緑蔭: 青年学校教本教師用』第1巻。日本青年館。1936年。